# Hoplitis jacintana
Hoplitis jacintana är en biart som först beskrevs av Cockerell 1910.  Hoplitis jacintana ingår i släktet gnagbin, och familjen buksamlarbin. Inga underarter finns listade i Catalogue of Life.